# Onthophilus extraordinarius
Onthophilus extraordinarius är en skalbaggsart som beskrevs av Reichardt 1941. Onthophilus extraordinarius ingår i släktet Onthophilus och familjen stumpbaggar. Inga underarter finns listade i Catalogue of Life.